# Schafbergbahn
| Neubaudampflok Z 13 im Bahnhof Schafbergspitze |                                                                     |                                        |                                        |
| Streckennummer (ÖBB): | 273 01 (ehemals)                                                    |                                        |                                        |
| Kursbuchstrecke (ÖBB): | 173                                                                 |                                        |                                        |
| Streckenlänge: | 5,94 km                                                             |                                        |                                        |
| Spurweite: | 1000 mm (Meterspur)                                                 |                                        |                                        |
| Maximale Neigung: | 255 ‰                                                               |                                        |                                        |
| Minimaler Radius: | 80 m                                                                |                                        |                                        |
| Zahnstangensystem: | Abt                                                                 |                                        |                                        |
| |                                                                     |                                        |                                        |
| Höchstgeschwindigkeit: | 20 km/h bergw. bis km 1,4 15 km/h bergw. ab km 1,4 12 km/h talwärts |                                        |                                        |
| \| \| -0,22 \| Ausstellungsgleis für Z1 \| Ausstellungsgleis für Z1 \| \| \| 0,00 \| St. Wolfgang Schafbergbhf. \| 542 m ü. A. \| \| \| \| \| \| \| \| 0,47 \| Landesgrenze Oberösterreich / Salzburg \| Landesgrenze Oberösterreich / Salzburg \| \| \| \| Dietelbach (Steinbogenviadukt, 42 m) \| \| \| \| 1,11 \| Aschinger (Ausweiche) \| 665 m ü. A. \| \| \| \| \| \| \| \| \| Durstenbach \| \| \| \| 2,68 \| Dorneralm (Wasserstelle) \| 1011 m ü. A. \| \| \| \| \| \| \| \| \| (Stützmauer, 40 m) \| \| \| \| \| Hubritzbach \| \| \| \| 4,22 \| Schafbergalm (Wasserstelle) \| 1363 m ü. A. \| \| \| \| (Steindamm, 75 m) \| \| \| \| \| \| \| \| \| \| Tunnel 1 (87 m) \| \| \| \| \| Tunnel 2 (26 m) \| \| \| \| 5,85 \| Schafbergspitze \| 1732 m ü. A. \| \| \| 5,94 \| \| \| |                                                                     |                                        |                                        |
| | -0,22                                                               | Ausstellungsgleis für Z1               | Ausstellungsgleis für Z1               |
| Bahnhof | 0,00                                                                | St. Wolfgang Schafbergbhf.             | 542 m ü. A.                            |
| Bahnübergang |                                                                     |                                        |                                        |
| Grenze | 0,47                                                                | Landesgrenze Oberösterreich / Salzburg | Landesgrenze Oberösterreich / Salzburg |
| |                                                                     | Dietelbach (Steinbogenviadukt, 42 m)   |                                        |
| Dienststation / Betriebs- oder Güterbahnhof | 1,11                                                                | Aschinger (Ausweiche)                  | 665 m ü. A.                            |
| Brücke |                                                                     |                                        |                                        |
| Brücke über Wasserlauf |                                                                     | Durstenbach                            | Durstenbach                            |
| Dienststation / Betriebs- oder Güterbahnhof | 2,68                                                                | Dorneralm (Wasserstelle)               | 1011 m ü. A.                           |
| Brücke |                                                                     |                                        |                                        |
| |                                                                     | (Stützmauer, 40 m)                     |                                        |
| Brücke über Wasserlauf |                                                                     | Hubritzbach                            | Hubritzbach                            |
| Bahnhof | 4,22                                                                | Schafbergalm (Wasserstelle)            | 1363 m ü. A.                           |
| |                                                                     | (Steindamm, 75 m)                      |                                        |
| |                                                                     |                                        |                                        |
| Tunnel |                                                                     | Tunnel 1 (87 m)                        | Tunnel 1 (87 m)                        |
| Tunnel |                                                                     | Tunnel 2 (26 m)                        | Tunnel 2 (26 m)                        |
| Bahnhof | 5,85                                                                | Schafbergspitze                        | 1732 m ü. A.                           |
| | 5,94                                                                |                                        |                                        |

Die Schafbergbahn ist eine meterspurige Zahnradbahn in Österreich. Sie verkehrt zwischen St. Wolfgang am Wolfgangsee im Salzkammergut (542 m ü. A.) und dem Schafberg (1782 m ü. A.). Die Talstation liegt in Oberösterreich, die Bergstation im Bundesland Salzburg.

## Geschichte

Ein Zug erreicht die Station Schafbergalpe (1896)

1862–64 erbaute Wolfgang Grömmer, Hotelier des Weißen Rößl in St. Wolfgang, unterhalb des Schafberggipfels das Hotel Schafbergspitze, das erste Berghotel Österreichs. 1889 wurde der Kaiser Franz Josef Reitweg mit reitgerechten Zementstufen angelegt.
Die ersten Projekte für eine Bahn auf den Schafberg tauchten gleichzeitig mit jenen für die Kahlenbergbahn auf, und am 10. August 1872 erhielten Berthold Currant und Carl Peusens eine Konzession, die aber infolge der Finanzkrise des Jahres 1873 nicht verwertet werden konnte. Am 13. Jänner 1890 wurde die Bahn für Stern & Hafferl aus Gmunden neuerlich konzessioniert, und nach einer diese Urkunde ergänzenden Kundmachung des Handelsministeriums vom 29. Juli 1892 eröffnete die Salzkammergut-Localbahn-Actiengesellschaft (SKGLB) am 1. August 1893 die als „Zahnradbahn ausgeführte Localbahn“.
Da die Zahnradbahn auf den Schafberg „in jeder Beziehung als ein integrierender Bestandtheil […] der Salzkammergut-Localbahnen zu behandeln ist“, wurde in der vorgenannten Kundmachung „die Gesellschaft verpflichtet, gleichzeitig mit dem Baue der Schafbergbahn auch jenen der Verbindungsstrecken Strobl – Mondsee und Ischl Localbahnhof – Staatsbahnhof zu beginnen.“
Am 30. September 1906 brannte der Altbau des Berghotels, zu der Zeit Eigentum der Salzkammergut-Lokalbahn-Aktien-Gesellschaft, vollkommen ab.
Nach finanziellen Schwierigkeiten wurde die Schafbergbahn 1932 an das Österreichische Verkehrsbüro verkauft. 1938 ging sie an die Deutsche Reichsbahn und somit nach dem Zweiten Weltkrieg an die ÖBB über. Seit 2006 betreibt die Salzkammergutbahn GmbH (SKGB), eine Tochterfirma der Salzburg AG, die Schafbergbahn und die Wolfgangseeschifffahrt.

## Strecke

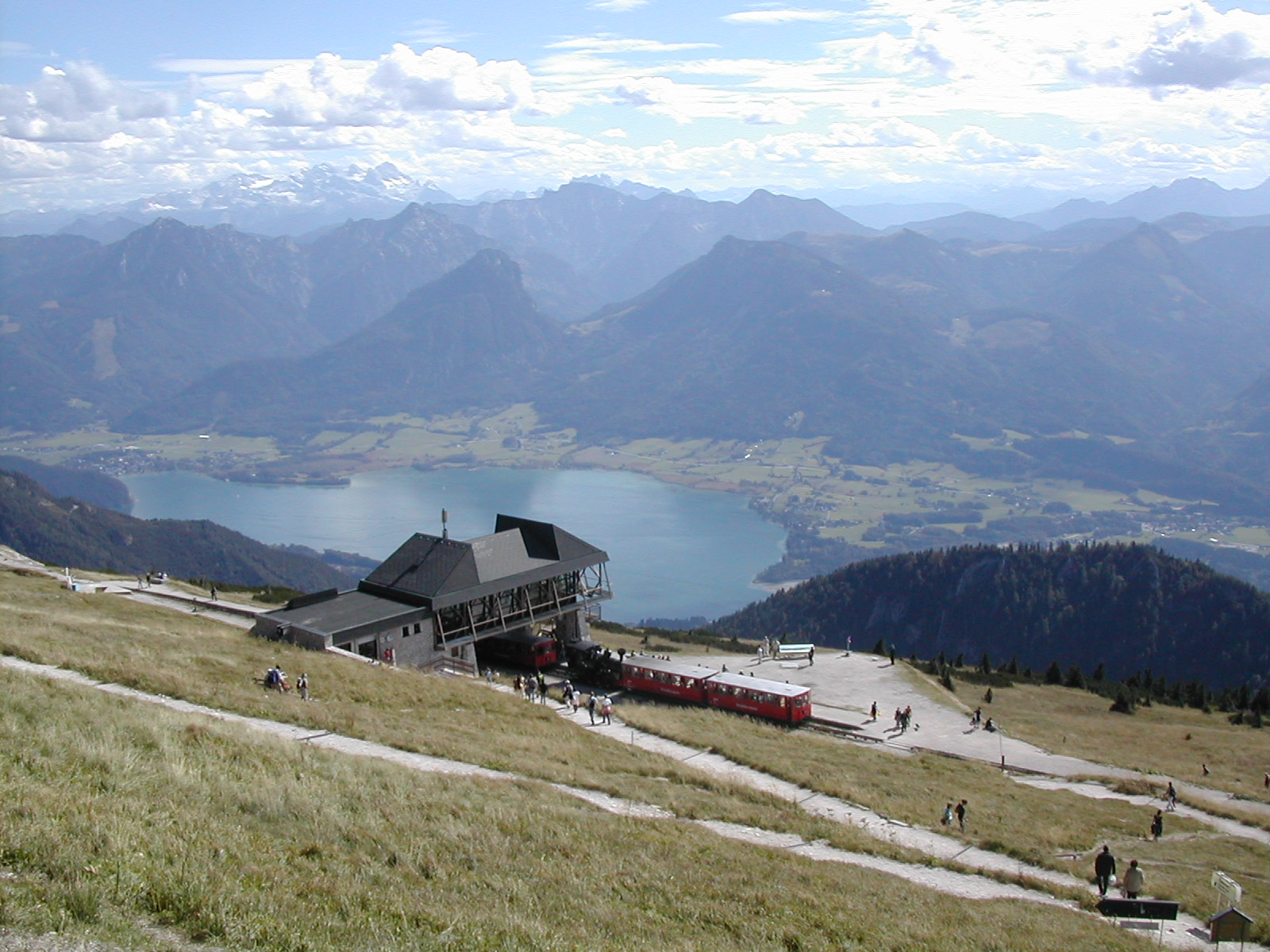
Die Bergstation mit Blick auf den Wolfgangsee

Die Bahnstrecke ist mit einer zweilamelligen Zahnstange nach System Abt ausgestattet und überwindet bei einer maximalen Steigung von 255 ‰ einen Höhenunterschied von 1190 Metern. Der Antrieb erfolgt ausschließlich durch die Zahnräder, daher sind auch waagrechte und wenig geneigte Gleise mit einer Zahnstange ausgerüstet. Die Strecke ist nicht elektrifiziert und wird von Dampf- und Dieselloks befahren.
Ausgangspunkt der Strecke ist der Schafbergbahnhof in St. Wolfgang an der Uferstraße, direkt am Wolfgangsee gelegen. Die dort angesiedelte Betriebswerkstätte wird wegen der beengten Platzverhältnisse über eine Schiebebühne erreicht. Nach Verlassen des Bahnhofs verläuft die Strecke zunächst noch recht flach durch das bebaute Ortsgebiet von St. Wolfgang. Kurz hinter dem Viadukt über den Dietlbachgraben (Grenze Oberösterreich-Salzburg) wird der Siedlungsbereich verlassen und es folgt ein erster steiler Anstieg mit 255 ‰.
Im folgenden etwas flacheren Abschnitt liegt die 65 m lange und im März 2011 fertiggestellte Betriebsausweiche Aschinger, benannt nach dem nahegelegenen Bauernhof. Für die 2010 beginnenden Erneuerungsarbeiten an der Infrastruktur und der damals geplanten Fahrplanverdichtung auf einen 20-Minuten-Takt war diese zusätzliche Kreuzungsmöglichkeit notwendig. Anschließend verläuft die Bahnstrecke in nordwestlicher Richtung mit relativ konstanten 255 Promille Steigung an einem steilen Berghang über die Ausweiche und Wasserstelle Dorneralm weiter zur Ausweiche Schafbergalm (ebenfalls Wasserstelle; früher Schafbergalpe). Für den Betrieb mit den längeren Zweiwagenzügen mussten beide Bahnhöfe um einige Meter verlängert werden. Im Frühjahr 2010 wurde die Schneeschutzgalerie in der Schafbergalm durch eine Brücke für den Wanderweg ersetzt.
Über einen hohen Steindamm und nachfolgenden Einschnitt biegt die Strecke dann scharf nach Osten ab und führt entlang der Flanke des Schafbergs oberhalb der Baumgrenze auf felsigem, teils mit Latschen bewachsenem Terrain weiter steil nach oben. Bei Kilometer 5,5 folgt ein letzter Richtungswechsel nach Nordwesten und durch zwei mit einem Betonverbau verbundene Tunnels erreicht die Strecke schließlich die Endstation.

### Modernisierung 2018 bis 2023

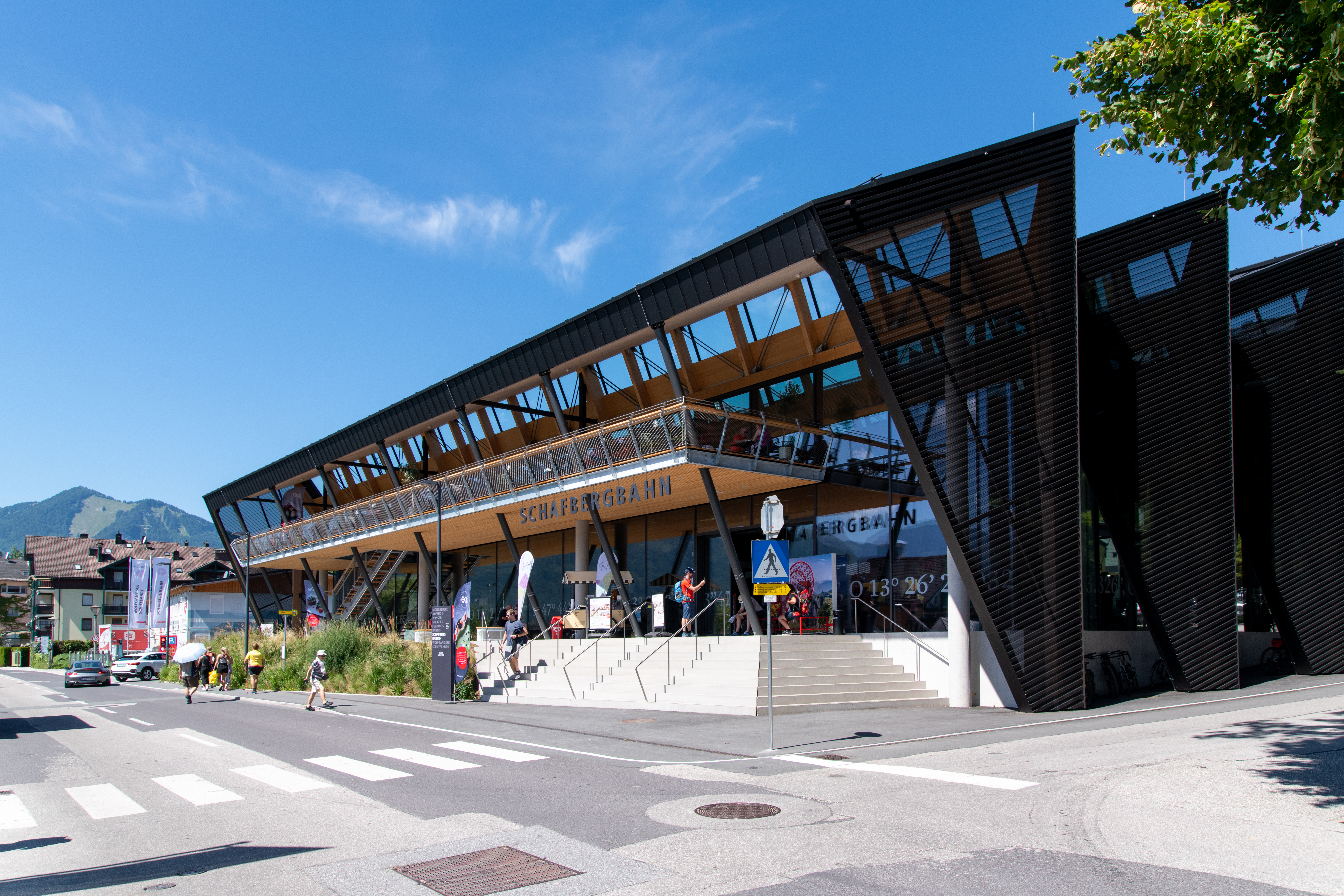
Neue Talstation der Schafbergbahn (2023)

Nachdem von 2010 bis 2013 bereits die Brücken und Tunnels sowie einige Oberbauabschnitte saniert wurden, folgte zwischen 2018 und 2023 der Rest des Schienenstrangs. Bis dahin lagen großteils noch Schienen aus dem Eröffnungsjahr 1893 mit dem Walzzeichen „BST“ (für Bessemer-Stahl) aus Zeltweg. Gearbeitet werden kann nur im Frühjahr und im Herbst, da winters zu viel Schnee liegt und sommers der Vollbetrieb der Bahn läuft. Neben stärkeren Schienenprofilen wurden auch neue Zahnstangen eingebaut und die alten, geraden Stahlschwellen durch Y-Schwellen ersetzt. Zusätzlich bekamen die sechs Weichen in den drei Unterwegsbahnhöfen einen Elektroantrieb mit Funkfernsteuerung.
Im April 2021 begann der komplette Umbau der Talstation mit dem Abriss der alten Fahrkartenausgabe. Für die Bahnmitarbeiter wurde für die Bauzeit ein zweigeschoßiger Gebäudeblock aus 43 Baucontainern errichtet. Ursprünglich war geplant, den Neubau bis 2022 fertigzustellen, aber durch verschiedene Probleme wurde der Neubau dann erst am 29. April 2023 feierlich eröffnet. Errichtet wurde eine multifunktionale Halle für einen witterungsgeschützten Einstieg in die Wagen, eine Ausstellung zur Bahn, Gastronomiebereiche und sie kann auch als Veranstaltungsraum dienen. Das Baubudget betrug je nach Quelle 18 oder 25 Millionen Euro, wovon die Salzburg AG 7,5 Mio. trug, die Länder Salzburg und Oberösterreich jeweils 6 Mio.
Ebenfalls wurden die kompletten Gleisanlagen der Talstation abgesehen vom Schiebebühnenbereich neu errichtet und dabei so weit als möglich nach Osten verschoben. Dadurch konnte das seit 2012 bestehende talseitig angebundene Abstellgleis am oberen Bahnhofsende deutlich verlängert werden und ist nun mit drei Weichen in zwei Abstellabschnitte für die Neubau-Vorstellwagen unterteilt. Es bietet Platz für bis zu 16 Personenwagen und die vorher notwendigen, umständlichen Manöver zum Abstellen der Wagen bei Nichtbedarf können entfallen. Auf den Schiebebühnengleisen war ohnehin zu wenig Platz dafür, fallweise wurden die Wagen auf eines der Abfahrtsgleise per Handbremse abgerollt und mussten dann aufwendig mit Seilen wieder bergwärts gezogen werden, da an der Bergseite keine Kupplung vorhanden ist.
Vom Land Oberösterreich wurde das Projekt Talstation Schafbergbahn als Bauwerk des Jahres 2024 ausgezeichnet.

## Betrieb
Der Betrieb erfolgte je nach Schneelage immer von Ende April oder Anfang Mai bis Ende Oktober. Ab der Inbetriebnahme der Dieseltriebwagen der Reihe 5099 blieb der Fahrplan ab 1965 über Jahrzehnte recht ähnlich, je nach Wetterlage bedienten einer oder beide Triebwagen gemeinsam mit bis zu 8 Zugpaaren das Grundangebot. Bei Bedarf – vor allem bei Schönwetter – fuhren zusätzlich auch die Dampfloks in Gruppen zu 2 oder 3 Zügen gemeinsam auf den Berg, je nach Andrang drei- bis viermal pro Tag.
1993 kam die erste Neubaudampflok nach St. Wolfgang und nach einigen technischen Schwierigkeiten kam sie im Lauf des Jahres teilweise auch im Personenverkehr zum Einsatz. 1996 folgten drei weitere neue Dampfloks, wegen erneuter technischer Probleme bei der Inbetriebnahme verzögerte sich allerdings ihr Einsatz deutlich. Erst ab 1997 waren sie ausreichend zuverlässig verfügbar, wodurch die kohlegefeuerten Lokomotiven zunehmend abgelöst werden konnten. Bis 2019 wurden aber an bestimmten Tagen am Vormittag noch regelmäßige Nostalgiefahrten angeboten, die dann aber dem dichten Takt zum Opfer fielen. Seither werden nur mehr an einzelnen Tagen Abendfahrten im Nostalgiezug angeboten.
Ab 2016 übernahmen mit der Lieferung der zweiten Diesellokomotive zunehmend diese beiden das Grundangebot, die Dampflokomotiven und Dieseltriebwagen transportierten ab da nur mehr die Spitzenlast. Mit den Vz 33 und 34 wurde ab 2020 der letzte betriebsfähige Triebwagen abgelöst und diese vier Loks führen seither den ganz überwiegenden Anteil der Züge.
Die Fahrt dauert aktuell ca. 35 Minuten und die Züge verkehren aufbauend auf einem Grundangebot je nach Andrang im 20-Minuten-Takt, teilweise fahren auch zwei Züge auf Sicht hintereinander. Die Neubau-Dampfloks verbrauchen dabei pro Fahrt ca. 130 Liter Heizöl extraleicht, die Diesellokomotiven ca. 40 Liter Diesel.
Mit den ursprünglichen Dampfloks dauert die Fahrt rund eine Stunde, ab etwa 2010 durch den zunehmend dichteren Fahrplan noch etwas länger wegen der notwendigen Überholungen. Für eine Berg- und Talfahrt werden dabei ca. 400 bis 500 Kilogramm Steinkohle und 3000 Liter Wasser gebraucht.

### Güterverkehr
Zur Versorgung der Gastwirtschaften am Berg verkehren eigene Güterzüge, entweder an betriebsschwachen Tagen oder in der Hochsaison am frühen Morgen. Üblicherweise am Dienstag wird um etwa 7 Uhr in St. Wolfgang abgefahren und bei Bedarf auch an weiteren Tagen.

### Ausdehnung der Betriebszeit
Im Winter ruhte der Verkehr in der Regel spätestens ab Weihnachten aufgrund zunehmender Schneeverwehungen und Lawinengefahr. Im Rahmen des Wolfgangseer Advent fanden ab 1995 erstmals auch Fahrten bis zur Ausweiche Dorneralm im Dezember statt, die seit 2021 nun bis zur Schafbergalm fahren.
Seit Anfang März 2024 verkehren (teilweise nur am Wochenende) auch in der Vorsaison Züge bis zur Schafbergalm, selbiges ist auch für den November geplant. Damit verbleiben nur der Jänner und Februar ohne Betrieb.

### Fahrgastfrequenz
Als reine Ausflugsbahn ist der größte Teil des Fahrgastaufkommens im Sommerhalbjahr an schönen Tagen, entsprechend verkehrt ein Großteil der Züge nur nach dem tatsächlichen Bedarf. Im Jahr 2019 wurde die Rekordzahl von fast 340.000 Besuchern gezählt, an starken Tagen gab es bis zu 2.500 Fahrgäste. 2022 wurden 285.754 Fahrgästen befördert, im Vergleich zum durch die Corona-Epidemie geprägten Vorjahr war dies ein Plus von 21 %.

## Fahrzeuge

### Lokomotiven

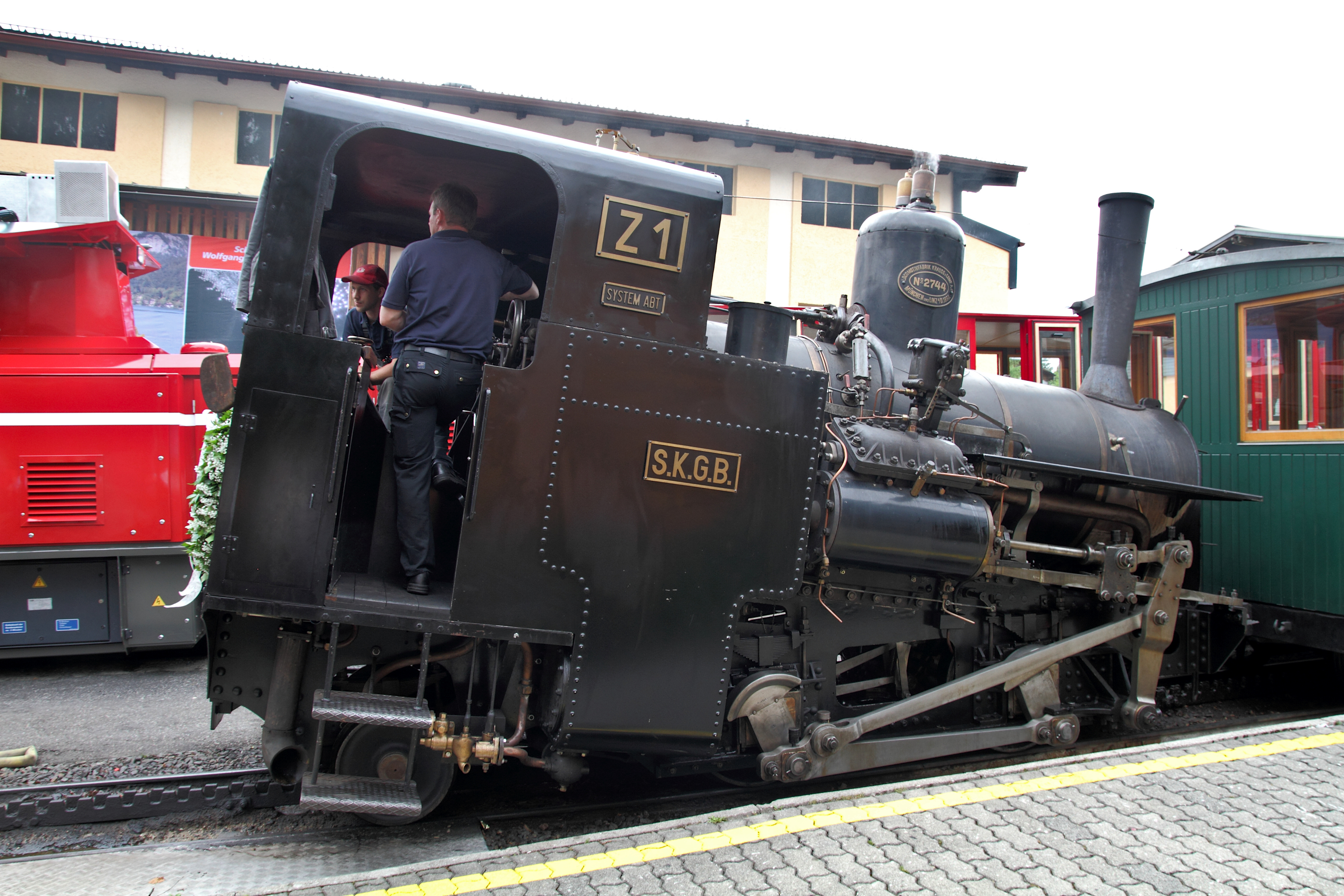
SKGB Z1 (2013)

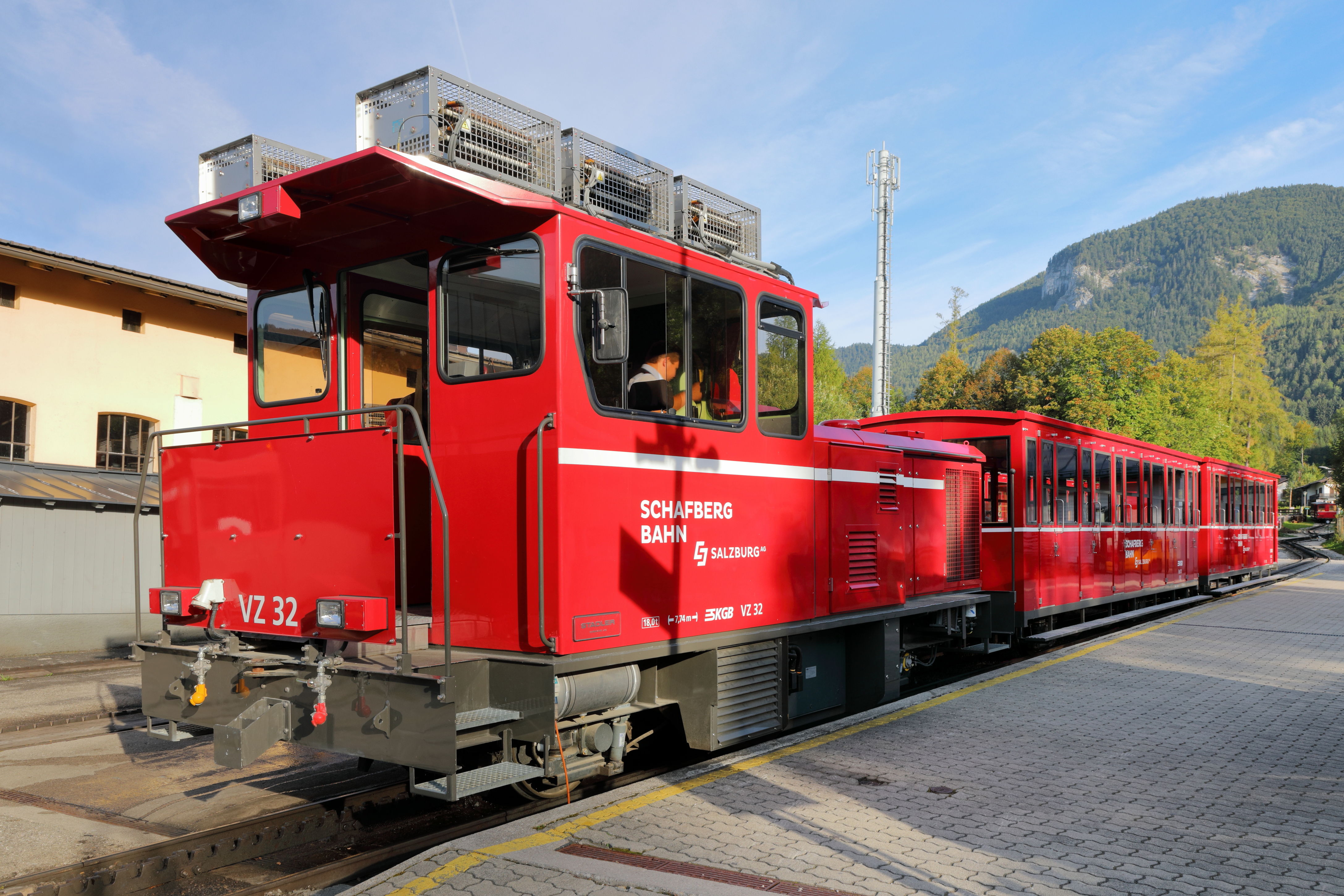
Dieselelektrische Lokomotive Vz 32 (Bj. 2016) mit den Waggons Bz 121 und Bz 122

Die Hauptlast des Verkehrs tragen heute die mittlerweile vier dieselelektrischen Lokomotiven der Bauart Hm 2/2. Die von der NÖSBB zunächst angemietete und 2012 angekaufte dieselelektrische Lok Vz 31 machte dabei den Anfang. Seit März 2016 gehört Vz 32 zum Fuhrpark, 2020 kamen die Lokomotiven mit der Bezeichnung Vz 33 und 34 hinzu.
Die vier 1993 und 1996 angelieferten ölgefeuerten Neubau-Dampflokomotiven Z 11 bis Z 14 (ursprünglich ÖBB Reihe 999.2) der Baureihe SLM H 2/3 kommen nur mehr an frequenzstarken Tagen zum Einsatz. Obwohl sie auch einmännig bedient werden können und ebenso bis zu 105 Fahrgäste pro Fahrt befördern, ist ihr Einsatz aufgrund des deutlich höheren Kraftstoffverbrauchs und dem erheblich höheren Wartungsaufwand wesentlich teurer.
Der historische Dieseltriebwagen VTz 22 von SGP (Baujahr 1964) wurde bis Ende 2020 als Reserve betriebsfähig vorgehalten, seitdem ist er abgestellt. Der VTz 21 hat St. Wolfgang bereits 2014 verlassen. Ende August 2024 wurde auch der VTz 22 abtransportiert, er kam nach Hirschwang zur Höllentalbahn.
Von den historischen Originalmaschinen der Type SKGLB Z (Baujahre 1893/1894) sind noch drei Exemplare vor Ort vorhanden, diese kommen im Zuge eines eigenen Nostalgiefahrplanes für Abendfahrten zum Einsatz. Mit ihnen beträgt die Fahrzeit zum Gipfel eine Stunde statt 35 Minuten. Die ehemalige ÖBB 999.101 wurde wegen der Entlastung durch die Dieseltriebwagen und dem dort gestiegenen Bedarf 1974 an die Schneebergbahn abgegeben. Sie kehrte 2007 zurück, wurde betriebsfähig aufgearbeitet und als Z 1 weitgehend in den originalen Zustand zurückversetzt. Seit 2023 ist sie in der neuen Talstation als Schaustück aufgestellt, könnte bei Bedarf aber wieder in Betrieb genommen werden.
Triebfahrzeugliste
| Dampflokomotiven SKGLB Z kohlegefeuert        |         |              |      |                                                   |                                                 |          |        |        |            |        |                                                                   |  |
| Z 1                                           | 999.101 | Almrausch    | 1893 | Lokomotivfabrik Krauss & Comp. Linz               | 2744                                            | 5550 mm  | 14,5 t | 14 bar | 7 km/h     | 110 kW | 1974 bis 2007 Schneebergbahn, seit 2023 Ausstellungstück.         |  |
| Z 2                                           | 999.102 | Enzian       | 1893 | Lokomotivfabrik Krauss & Comp. Linz               | 2745                                            | 5550 mm  | 14,5 t | 14 bar | 7 km/h     | 110 kW | 2011 als Leihgabe zum Freizeitpark „ABARENA“ in Abersee abgegeben |  |
| Z 3                                           | 999.103 | Erika        | 1893 | Lokomotivfabrik Krauss & Comp. Linz               | 2746                                            | 5550 mm  | 14,5 t | 14 bar | 7 km/h     | 110 kW | 2007 als Leihgabe in die „Lokwelt Freilassing“ abgegeben          |  |
| Z 4                                           | 999.104 | Bergprimel   | 1893 | Lokomotivfabrik Krauss & Comp. Linz               | 2823                                            | 5550 mm  | 14,5 t | 14 bar | 7 km/h     | 110 kW | wird im Plan-Nostalgieverkehr eingesetzt                          |  |
| Z 5                                           | 999.105 | Almrausch II | 1894 | Lokomotivfabrik Krauss & Comp. Linz               | 3032                                            | 5550 mm  | 14,5 t | 14 bar | 7 km/h     | 110 kW | 1996 an das Österreichische Eisenbahnmuseum Wien abgegeben        |  |
| Z 6                                           | 999.106 | Berganemone  | 1894 | Lokomotivfabrik Krauss & Comp. Linz               | 3033                                            | 5550 mm  | 14,5 t | 14 bar | 7 km/h     | 110 kW | wird im Plan-Nostalgieverkehr eingesetzt                          |  |
| Dampflokomotiven SLM H 2/3 (1992) ölgefeuert  |         |              |      |                                                   |                                                 |          |        |        |            |        |                                                                   |  |
| Z 11                                          | 999.201 |              | 1992 | SLM Schweizerische Lokomotiv- und Maschinenfabrik | 5424                                            | 6260 mm  | 13,3 t | 16 bar | 12 km/h    | 330 kW | Prototyp, in schwarz/grün geliefert, ist jetzt auch schwarz/rot   |  |
| Z 12                                          | 999.202 | 1995         | 5686 | SLM Schweizerische Lokomotiv- und Maschinenfabrik |                                                 | 6260 mm  | 13,3 t | 16 bar | 12 km/h    | 330 kW |                                                                   |  |
| Z 13                                          | 999.203 | 1995         | 5687 | SLM Schweizerische Lokomotiv- und Maschinenfabrik |                                                 | 6260 mm  | 13,3 t | 16 bar | 12 km/h    | 330 kW |                                                                   |  |
| Z 14                                          | 999.204 | 1995         | 5688 | SLM Schweizerische Lokomotiv- und Maschinenfabrik |                                                 | 6260 mm  | 13,3 t | 16 bar | 12 km/h    | 330 kW |                                                                   |  |
| Dieseltriebwagen ÖBB 5099                     |         |              |      |                                                   |                                                 |          |        |        |            |        |                                                                   |  |
| VTz 21                                        | 5099.01 |              | 1964 | SGP Simmering-Graz-Pauker                         | 78131                                           | 14400 mm | 26 t   |        | 20/15 km/h | 330 kW | An Verein Sammlung Grafenberg in Hollabrunn abgegeben             |  |
| VTz 22                                        | 5099.02 | 78132        | 1964 | SGP Simmering-Graz-Pauker                         | seit 2020 abgestellt, 2024 an die Höllentalbahn | 14400 mm | 26 t   |        | 20/15 km/h | 330 kW |                                                                   |  |
| Dieselelektrische Lokomotiven Stadler HGm 2/2 |         |              |      |                                                   |                                                 |          |        |        |            |        |                                                                   |  |
| Vz 31                                         |         |              | 2010 | Stadler Rail                                      | L-4197                                          | 8370 mm  | 18 t   |        | 15/12 km/h | 450 kW | zunächst von der NÖSBB gemietet und 2012 angekauft                |  |
| Vz 32                                         | 2016    |              |      | Stadler Rail                                      |                                                 | 8370 mm  | 18 t   |        | 15/12 km/h | 450 kW |                                                                   |  |
| Vz 33                                         | 2020    |              |      | Stadler Rail                                      |                                                 | 8370 mm  | 18 t   |        | 15/12 km/h | 450 kW |                                                                   |  |
| Vz 34                                         | 2020    |              |      | Stadler Rail                                      |                                                 | 8370 mm  | 18 t   |        | 15/12 km/h | 450 kW |                                                                   |  |
| Quellen:                                      |         |              |      |                                                   |                                                 |          |        |        |            |        |                                                                   |  |

### Waggons
Personenwagen

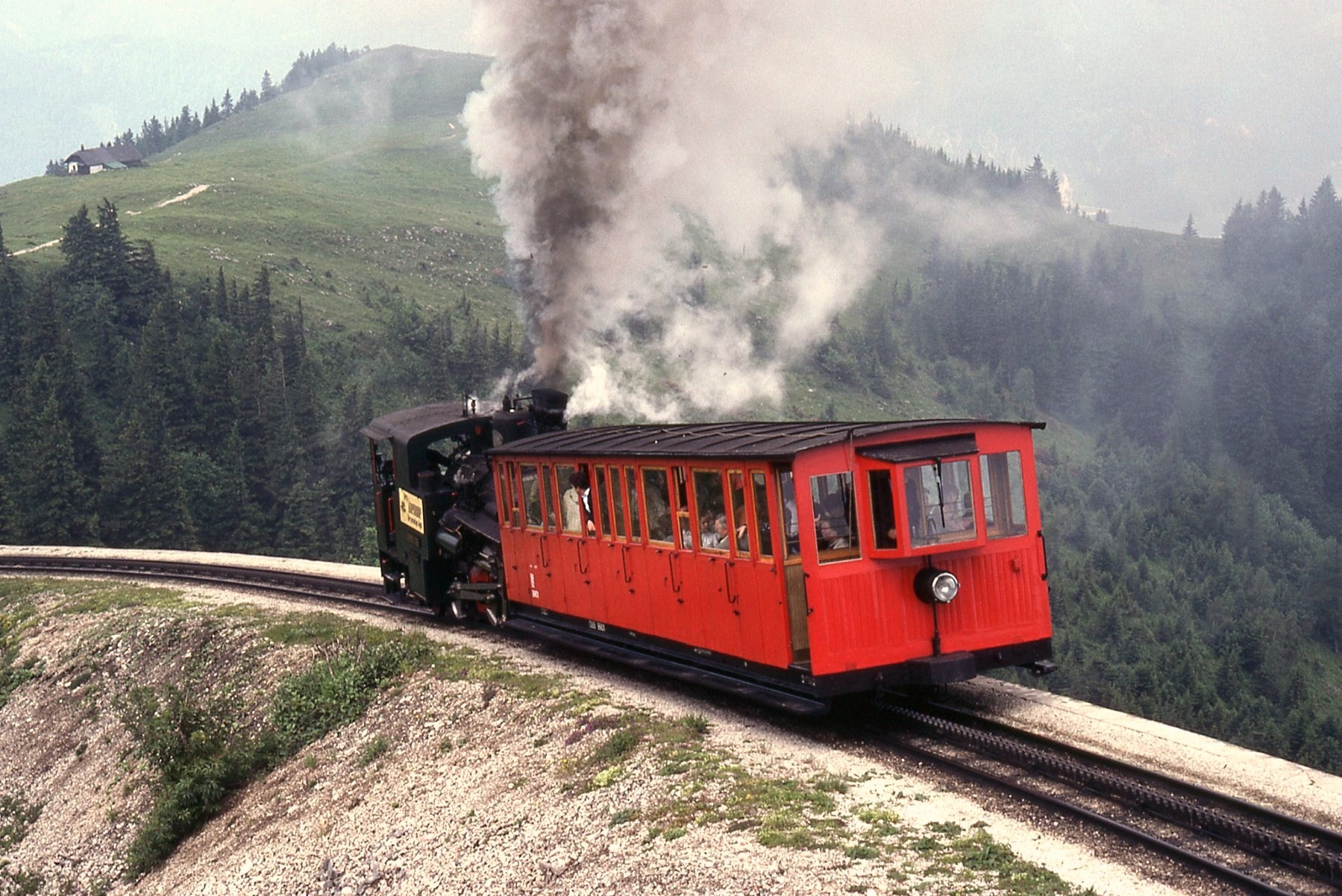
Originaler vierachsiger Vorstellwagen von 1893

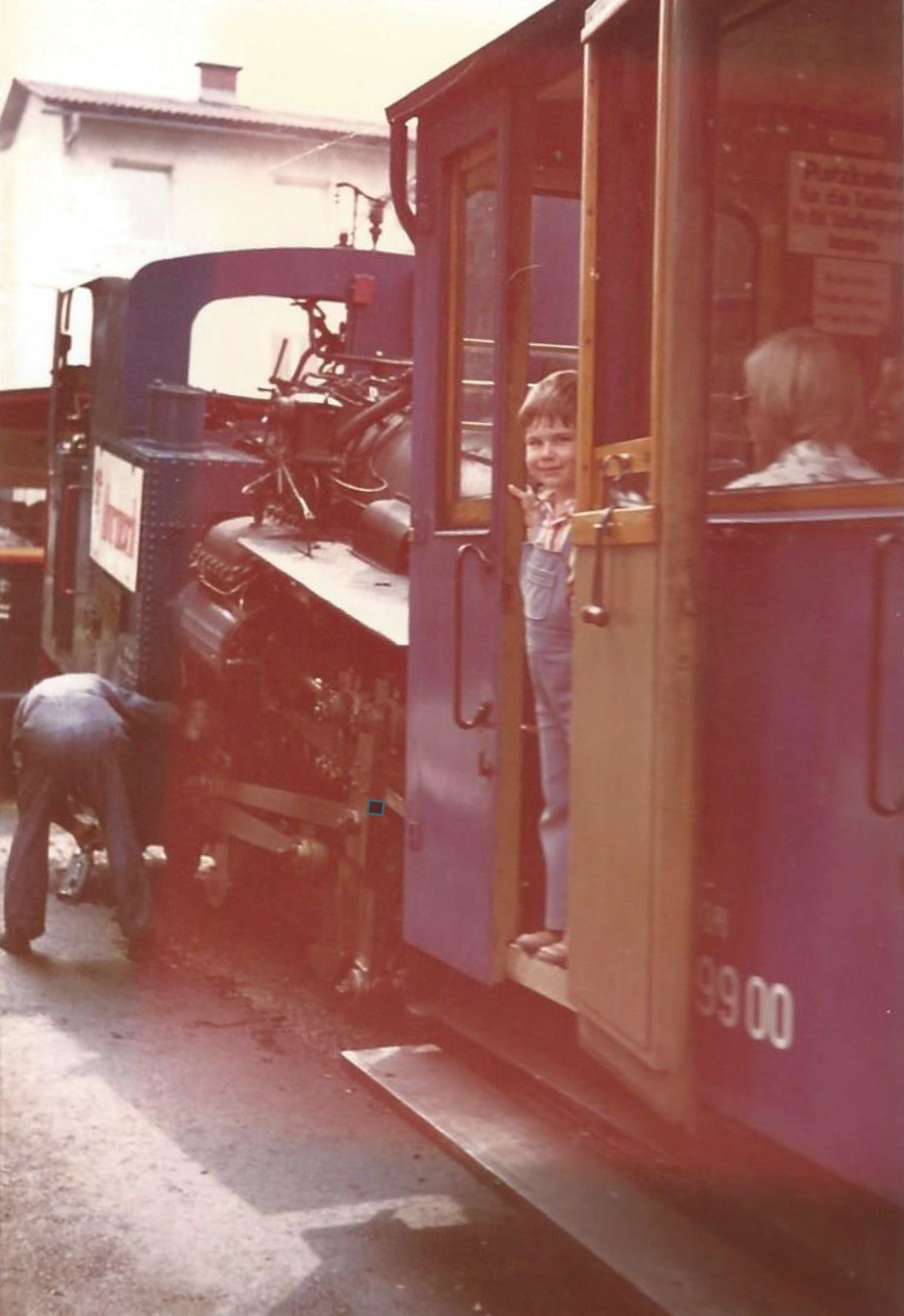
Bergfahrt Schafbergbahn unter Dampf 1976

Zu den betriebsfähigen Originalloks Z1, Z4 und Z6 sind die originalen, aber verschiedentlich erneuerten vierachsigen Vorstellwagen 101–103 vorhanden. Nr. 101 ist der ursprüngliche Kaiserwagen 1 von 1893 (ÖBB 9900, 1996 ausrangiert und verkauft, 2008 zurückgekauft), 102 und 103 sind die 1894 nachbeschafften Wagen 5 und 6 (ÖBB 9903 und 9904). Die ursprünglichen Wagen 2 und 3 (ÖBB 9901 und 9902) wurden an das Fahrzeugmuseum in Lauffen bei Bad Ischl verkauft, sie scheinen in den offiziellen Listen nicht mehr auf. Die Wagen 5 und 6 wiesen anfänglich 5 Abteile zu 10 Plätzen auf, wurden aber in den 1950er-Jahren um ein Abteil verlängert (damals B4/sz 4900–4904, später 9900–9904) und bieten seither 60 Plätze. Alle Wagen wurden von der Grazer Waggonfabrik gebaut.
Zu jedem modernen Triebfahrzeug sind zwei zweiachsige Vorstellwagen vorhanden, wobei der bergseitige Wagen 50 Plätze und eine Kabine für den Zugsbegleiter aufweist, der talseitige Wagen (derjenige mit der tieferen Nummer) 55 Plätze:
- Z 11: Bz 211 und 221 Alu-Neubauten von Bombardier, 1993 (ÖBB 9971 und 9970), 2,91 m breit mit Mittelgang
- Z 12–14: Bz 212–214 und 222–224 Neubauten der ÖBB HW St. Pölten 1995/96 (ÖBB 9972–74 und 9962–64), 2,60 m breit mit Abteilen
- Vz 31: Bz 111 und 112 (ursprünglich 121) Kastenneubauten 2012 auf Untergestellen 9953 und 9959 ex Schneeberg, 2,60 m breit mit Abteilen
- Vz 32: Bz 121" und 122 Kastenneubauten 2016 auf Untergestellen 9954 und 9955 ex Schneeberg, 2,60 m breit mit Abteilen
- Vz 33/34: Bz 131 und 132 Neubauten von Steck/Bowil (Untergestell) und MZA Schienenfahrzeug GmbH Achenkirch (Kasten) 2020, 2,60 m breit mit Abteilen, der Bau von sechs weiteren Wagen bis 2024 war geplant.[19]

Güterwagen
Für Güter- und Diensttransporte dienen der zweiachsige Oz 104 (umgebaut aus dem gemischten Personen- und Güterwagen 9940 ex 4, genannt „Zigeunerwagerl“) und die beiden vierachsigen Oz 504 und 505, die 2010 und 2019 von Ferdinand Steck, Bowil (Schweiz) gebaut wurden. Laut der Homepage des Unternehmens sind zwei weitere Güterwagen vorhanden (Oz 502 und 503, ehemals ÖBB 49012, Baujahr 1893 und 49015, Baujahr 1998), laut der Fahrzeugbeschreibung daselbst gab es anfänglich drei zweiachsige offene Güterwagen (ursprüngliche Nummern 7–9, der Wagen 8 wurde später von den ÖBB verschrottet, da seine Handbremse für ein anderes Fahrzeug benötigt wurde), bei den ÖBB waren davon noch zwei vorhanden (49010 und 49012). Für den ehemaligen Wagen 7, später ÖBB 9910/49010, wäre die SLB-Nummer Oz 501 vorgesehen, sie wurde bisher nicht angeschrieben.

## Bildergalerie

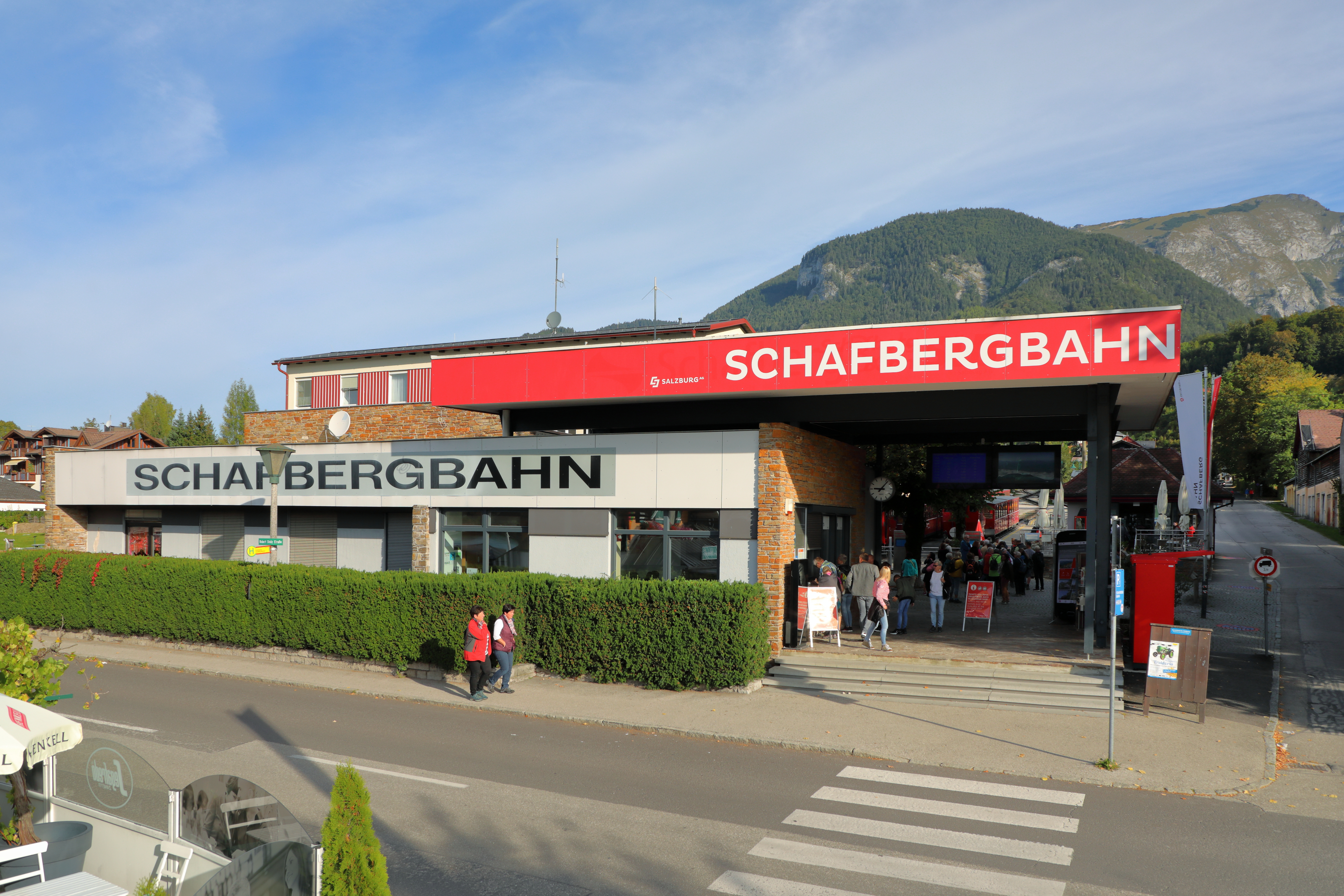
Die ehemalige Talstation der Schafbergbahn (Anfang 2021 abgerissen)
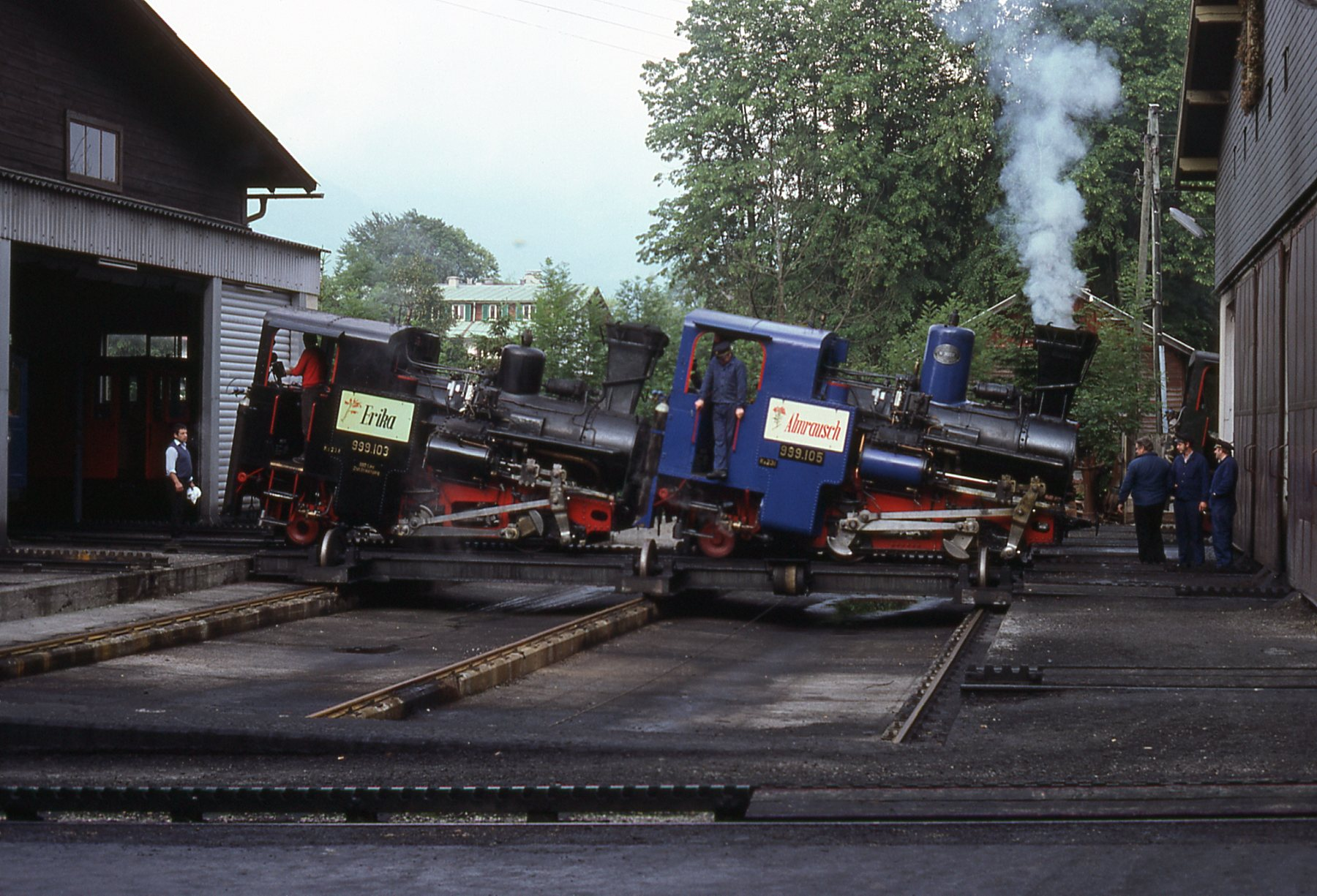
Dampflokomotiven auf der Schiebebühne des Heizhauses (1977)
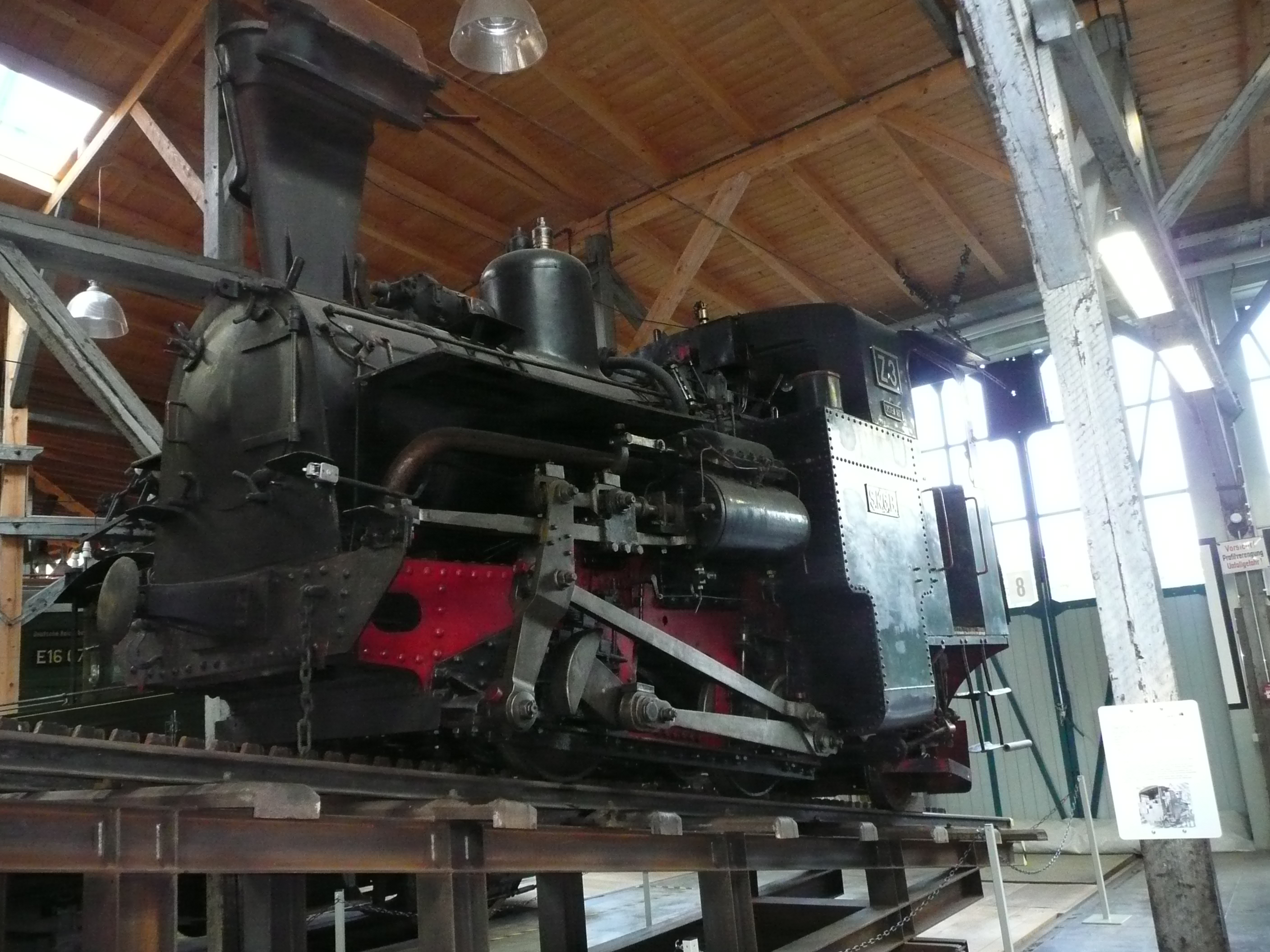
Originallok Z3 in der Lokwelt Freilassing
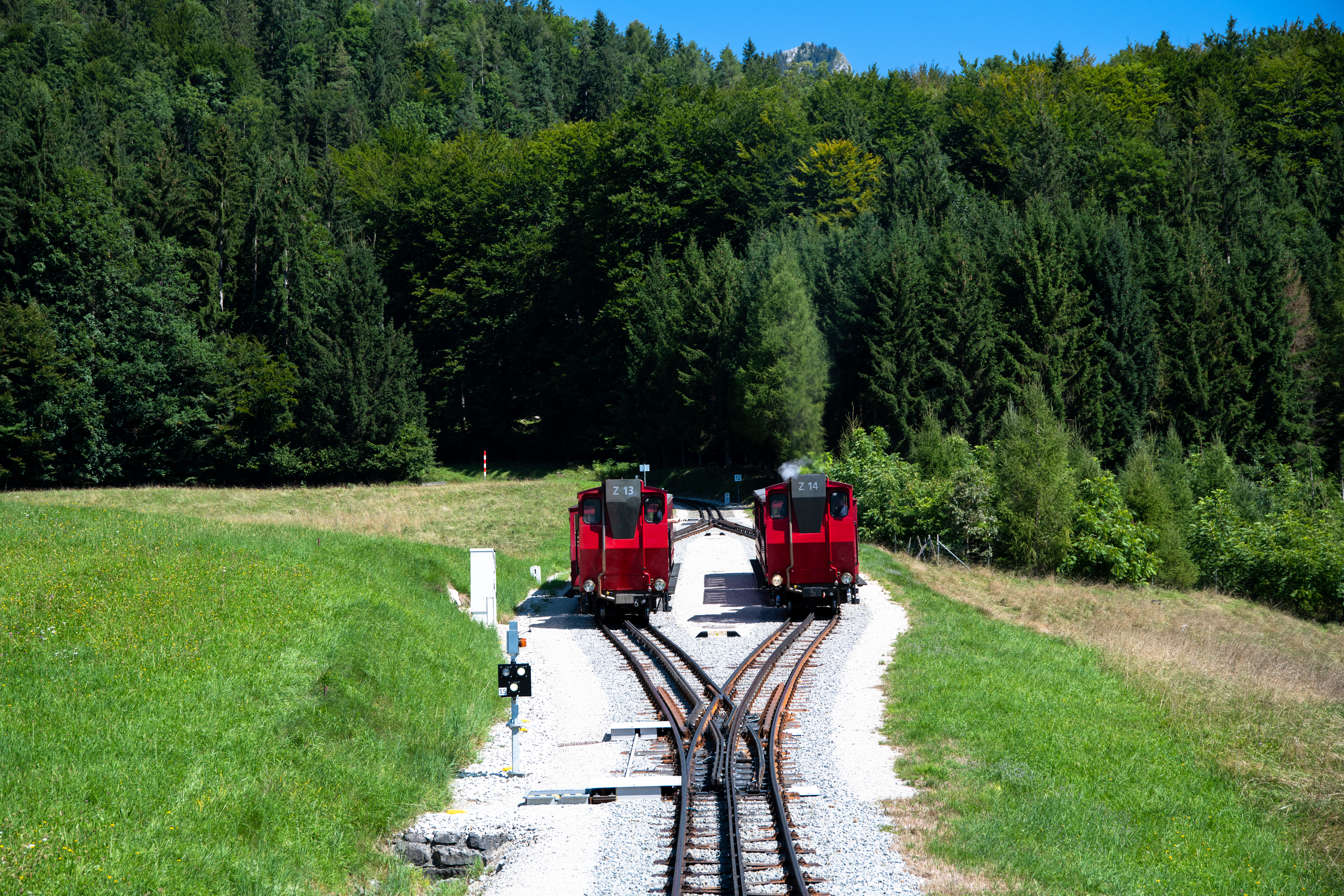
Zugkreuzung in der Ausweiche Aschinger (2023)
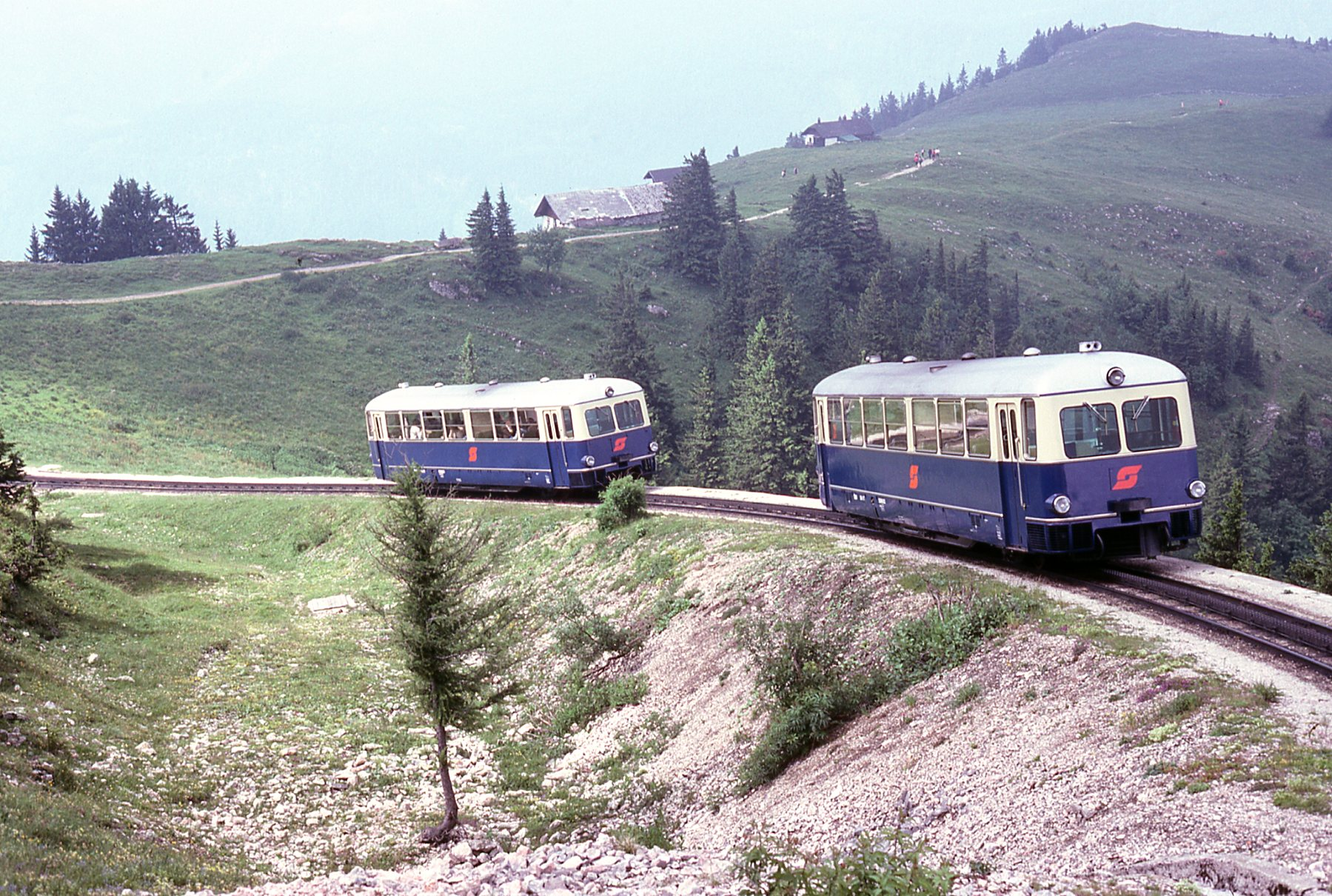
Die Triebwagen der Reihe 5099 mit Pflatsch (1977)
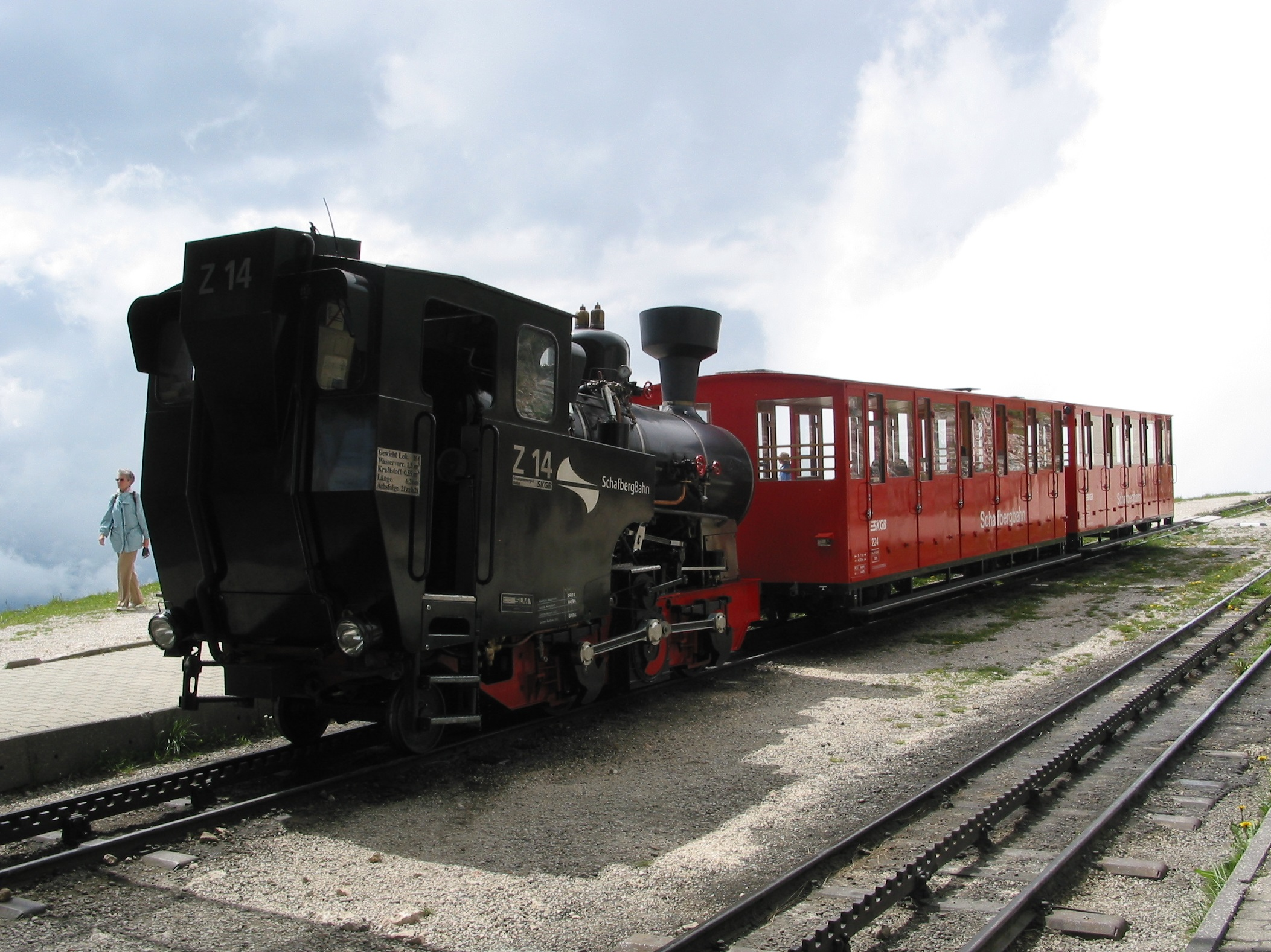
Z 14 in der Bergstation (2007)
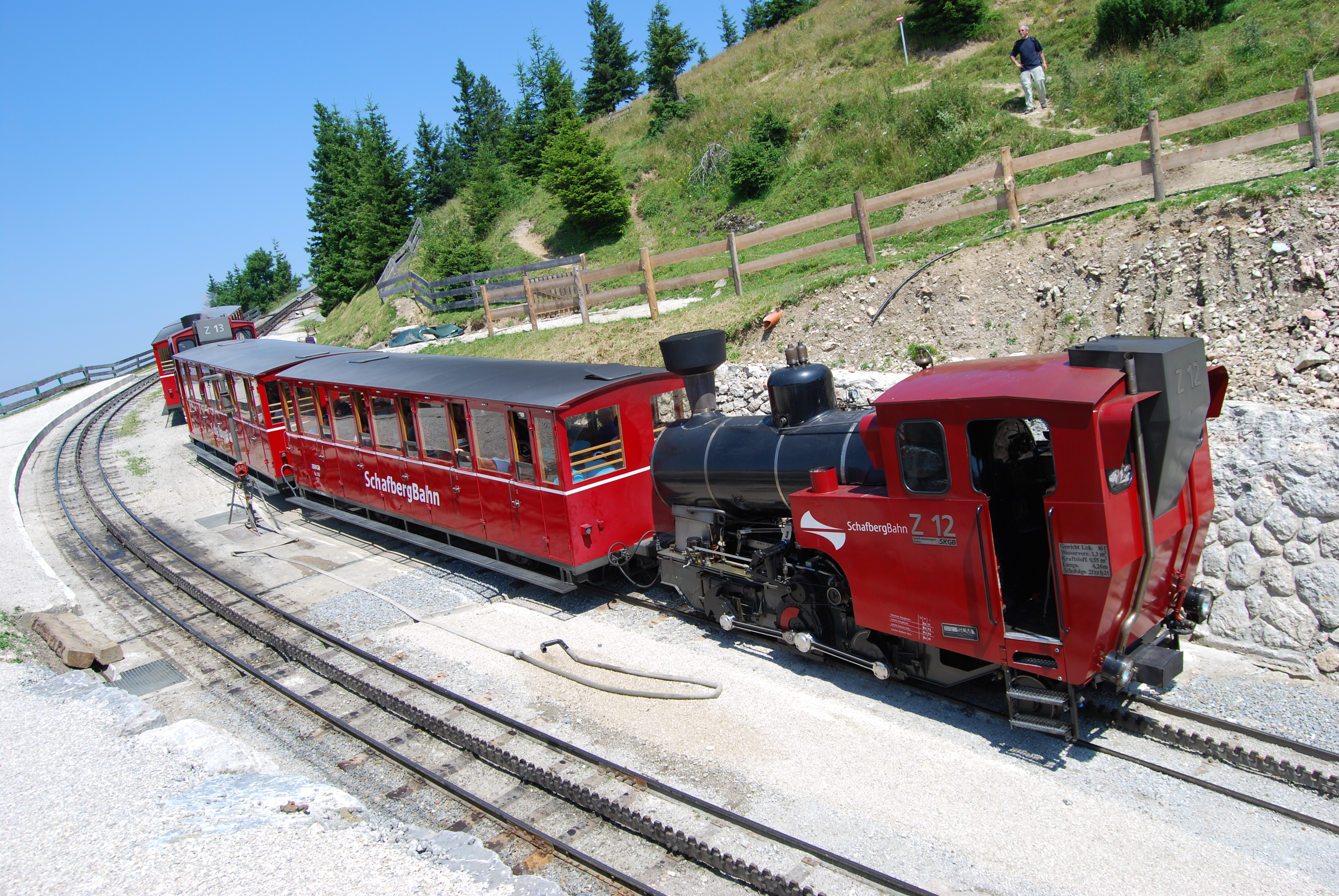
Z 12 in der Ausweiche Schafbergalm
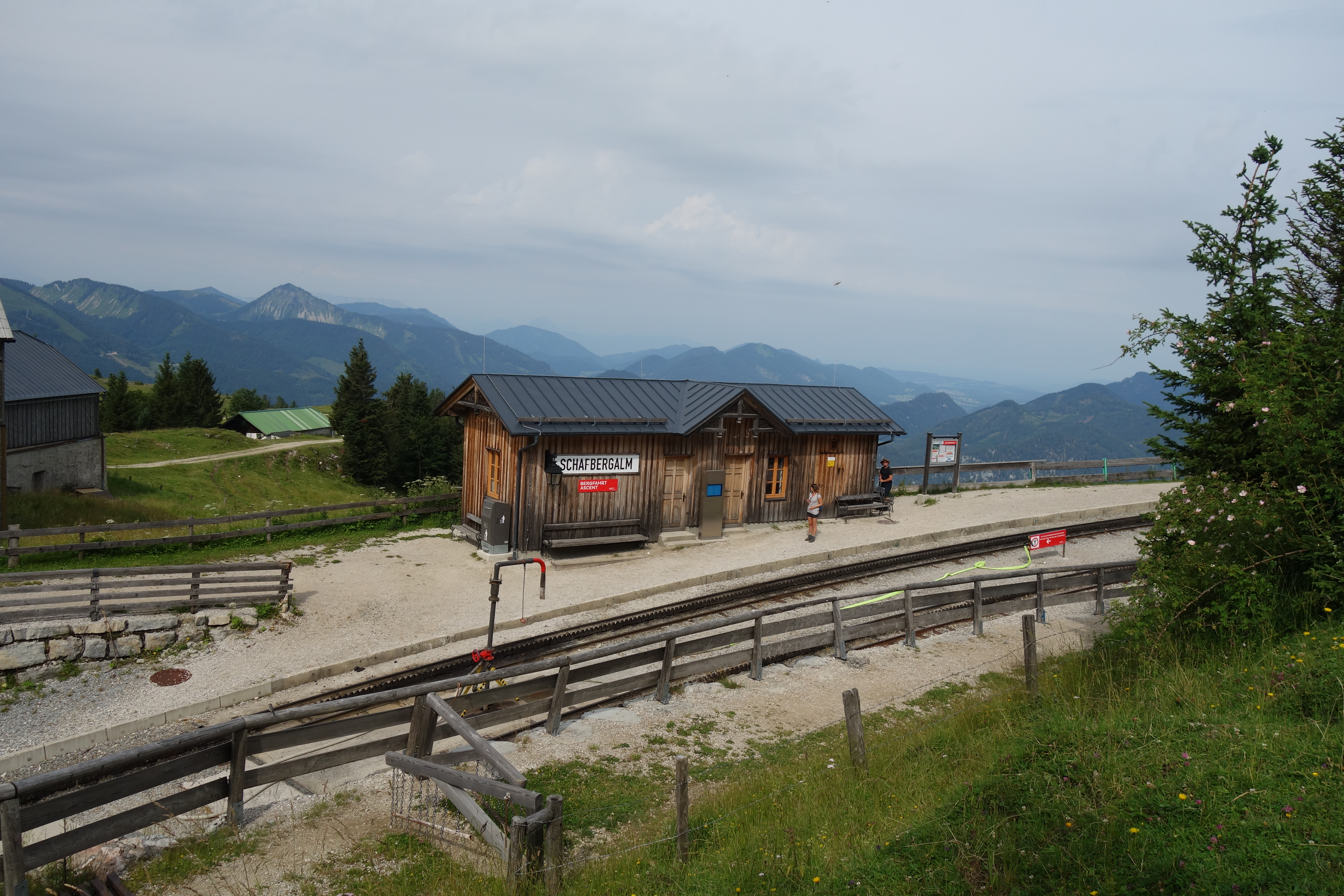
Station Schafbergalm

## Film
- SWR: Eisenbahn-Romantik – 100 Jahre Schafbergbahn (Folge 110)